# ميشيلا كواتروسيوكتشي
ميشيلا كواتروسيوكتشي (ولدت في 3 ديسمبر 1988) هي ممثلة أفلام إيطالية كان الظهور الأول لها في فيلم كوميدي 2008 ولعبت دور فتاة اسمه نيكي الفتاة المراهقة التي تعيش اخر سنة في الثانوية وتحب رجل يبلغ من العمر 37 عاماً ميشيلا هي خطيبة لاعب كرة القدم ألبيرتو أكويلاني وقد انجبت طفل في 18 أبريل 2011 سمي الطفل باسم أورورا

## وصلات خارجية
- ميشيلا كواتروسيوكتشي على موقع IMDb (الإنجليزية)
- ميشيلا كواتروسيوكتشي على موقع قاعدة بيانات الفيلم (الإنجليزية)